# Norberto Hoppe
Norberto Hoppe (Joinville, 28 de junho de 1941 — Joinville, 6 de setembro de 2019) foi um futebolista brasileiro que atuava como atacante.
Em 1966, jogando pelo Caxias Futebol Clube, fez 33 gols na temporada, tornando o maior artilheiro do ano no Brasil. Todos os gols foram marcados no Campeonato Catarinense, tornando-se o maior artilheiro deste Campeonato de todos os tempos. É considerado o maior ídolo da torcida caxiense em toda história.

## Carreira
Noberto começou a jogar futebol  no Glória Futebol Clube, time do bairro onde nasceu, em Joinville. Aos 15 anos de idade, transferiu-se para os aspirantes do Caxias FC, clube que disputava o campeonato profissional do estado de Santa Catarina. 
Toda a sua carreira foi, praticamente, no Caxias, salvo quatro meses em que jogou no Bangu Atlético Clube a convite de Castor de Andrade. Castor foi a Joinville, em meados de 1967, e fez o convite mas Norberto não aceitou, pois não queria deixar a sua cidade natal. Depois de certa insistência, só aceitou a proposta quando Castor de Andrade prometeu um contrato curto. A estreia foi no Maracanã, frente ao Flamengo, no dia em 12 de agosto de 1967, em partida válida pela Taça Guanabara, onde marcou um gol. No Bangu, disputou nove jogos, com sete vitórias, um empate e uma derrota.
Na temporada de 1966, em apenas 18 jogos do primeiro turno do Campeonato Catarinense, fez 33 gols. Não jogou o restante do campeonato porque foi agredido num jogo contra o União de Timbó e sua recuperação impediu de retornar ao campeonato. Em toda a suas carreira, marcou mais de 500 gols.
Depois de aposentado, dedicou-se ao Caxias FC, fazendo parte da diretoria.

## Morte
Morreu em Joinville, no dia 6 de setembro de 2019, vítima de complicações cardíacas.

## Homenagem
No Campeonato Catarinense de 2019, o artilheiro do campeonato ganhou a Taça Norberto Hoppe.